# Полк (округ, Орегон)
Округ Полк (англ. Polk County) располагается в штате Орегон, США. Официально образован 22 декабря 1845 года, назван в честь 11-го президента США Джеймса Полка. По состоянию на 2010 год, численность населения составляла 75 403 человека.

## География
По данным Бюро переписи США, общая площадь округа равняется 1926,962 км2, из которых 1919,192 км2 суша и 7,770 км2 или 0,420 % это водоемы.

## Население
По данным переписи населения 2010 года в округе проживает 75 403 жителей в составе 28 288 домашних хозяйств и 19 545 семей. Плотность населения составляет 39,00 человек на км2. На территории округа насчитывается 30 302 жилых строений, при плотности застройки около 16-ти строений на км2. Расовый состав населения: белые — 85,90 %, афроамериканцы — 0,60 %, коренные американцы (индейцы) — 2,10 %, азиаты — 1,90 %, гавайцы — 0,30 %, представители других рас — 5,40 %, представители двух или более рас — 3,80 %. Испаноязычные составляли 12,10 % населения независимо от расы.
В составе 32,40 % из общего числа домашних хозяйств проживают дети в возрасте до 18 лет, 54,20 % домашних хозяйств представляют собой супружеские пары проживающие вместе, 10,30 % домашних хозяйств представляют собой одиноких женщин без супруга, 30,90 % домашних хозяйств не имеют отношения к семьям, 23,00 % домашних хозяйств состоят из одного человека, 9,80 % домашних хозяйств состоят из престарелых (65 лет и старше), проживающих в одиночестве. Средний размер домашнего хозяйства составляет 2,60 человека, и средний размер семьи 3,06 человека.
Возрастной состав округа: 24,30 % моложе 18 лет, 14,80 % от 18 до 24, 0,00 % от 25 до 44, 0,00 % от 45 до 64 и 0,00 % от 65 и старше. Средний возраст жителя округа 37.1 лет. На каждые 100 женщин приходится 94,80 мужчин. На каждые 100 женщин старше 18 лет приходится 91,80 мужчин.
Средний доход на домохозяйство в округе составлял 2 000 USD, на семью — 42 311 USD. Среднестатистический заработок мужчины был 36 667 USD против 26 272 USD для женщины. Доход на душу населения составлял 19 282 USD. Около 6,30 % семей и 11,50 % общего населения находились ниже черты бедности, в том числе — 12,50 % молодежи (тех, кому ещё не исполнилось 18 лет) и 5,50 % тех, кому было уже больше 65 лет.